# Alfa Romeo 950
L’Alfa Romeo 950 è stato un autocarro prodotto dall'Alfa Romeo dal 1954 al 1958.
Il modello derivava direttamente dall'Alfa Romeo 900, di cui era l'evoluzione. I due autocarri erano molto simili, e la più importante diversità che li contraddistingueva era la presenza di un finestrino posteriore nella cabina di guida. Il modello fu sostituito nel 1958 da un autocarro radicalmente differente, l'Alfa Romeo Mille.